# کنترل‌کننده دامنه
یک کنترل‌کننده دامنه (به انگلیسی: Domain controller) (اختصاری DC) یک سرور است که به درخواست‌های احراز هویت امنیتی در یک دامنه شبکه پاسخ می‌دهد. در حقیقت شبکه‌ای از سرورها است که مسئول فراهم کردن دسترسی میزبان به منابع دامنه است. این کنترل‌کننده، کاربران را احراز هویت، اطلاعات حساب کاربری را ذخیره و سیاست‌های امنیتی را بر روی یک دامنه اعمال می‌کند. این فناوری اغلب در محیط‌های مایکروسافت ویندوز، که هسته اصلی سرویس اکتیو دایرکتوری در ویندوز است پیاده‌سازی می‌شود (به کنترل‌کننده دامنه ویندوز مراجعه کنید). بااین‌حال، کنترل‌کننده‌های دامنه غیرویندوزی نیز می‌توانند از طریق نرم‌افزارهای مدیریت هویت مانند سامبا و فری‌آی‌پی‌ای از شرکت رد هت پیاده‌سازی شوند.

## نرم‌افزار
نرم‌افزار و سیستم‌عاملی که برای اجرای یک کنترل‌کننده دامنه به کار می‌روند، معمولاً از چندین مولفه کلیدی تشکیل شده‌اند که در میان پلتفرم‌ها مشترک هستند. این موارد شامل سیستم‌عامل (معمولاً ویندوز سرور یا لینوکس)، یک سرویس ال‌دپ (مانند سرور دایکتوری رد هت و غیره)، سرویس زمانی شبکه (ان‌تی‌پی‌دی، کرونی و غیره)، و یک پروتکل احراز هویت شبکه (معمولاً کربروس) است. سایر مؤلفه‌ها مانند یک زیرساخت کلید عمومی (خدمات مجوز اکتیو دایرکتوری، DogTag، اپن‌اس‌اس‌ال) و سامانه نام دامنه (ویندوز دی‌ان‌اس یا بایند) نیز ممکن است روی همان سرور یا روی سرور دیگری که به دامنه ملحق شده است، نصب شوند.

## پیاده‌سازی
کنترل‌کننده‌های دامنه معمولاً به صورت یک خوشه کامپیوتری پیاده‌سازی می‌شوند تا دسترس‌پذیری بالا و بیشترین قابلیت اطمینان فراهم شود. در محیط ویندوز، یک کنترل‌کننده دامنه به عنوان کنترل‌کننده‌های دامنه اصلی عمل می‌کند و تمام سرورهای دیگری که به نقش کنترل‌کننده دامنه ارتقا می‌یابند، در همان دامنه به عنوان کنترل‌کننده‌های دامنه پشتیبان خدمت می‌کنند. در محیط‌های مبتنی بر یونیکس، یک ماشین به عنوان کنترل‌کننده دامنه اصلی عمل می‌کند و سایر ماشین‌ها به عنوان کنترل‌کننده‌های دامنه نسخه کپی کار می‌کنند. این کنترل‌کننده‌های کپی، اطلاعات پایگاه داده را به‌صورت دوره‌ای از کنترل‌کننده دامنه اصلی همگام‌سازی کرده و آن را به صورت فقط خواندنی ذخیره می‌کنند.